# Sant'Agata in Trastevere
Sant'Agata in Trastevere är en romersk-katolsk kyrkobyggnad i Rom, helgad åt den heliga Agata. Kyrkan är belägen vid Largo San Giovanni de Matha i Rione Trastevere och tillhör församlingen San Crisogono.

## Kyrkans historia
Enligt legenden grundades den första kyrkan på denna plats av påve Gregorius II (715–731), då han lät göra om sitt föräldrahem till sakral byggnad. Kyrkans första dokumenterade omnämnande återfinns i en bulla promulgerad av påve Calixtus II år 1121, i vilken den uppräknas bland filialerna till kyrkan San Crisogono. Kyrkan förekommer i Catalogo di Cencio Camerario, en förteckning över Roms kyrkor sammanställd av Cencio Savelli år 1192 och bär där namnet sce. Agathe trans Tyberim. Kyrkan nämns även i Catalogo di Torino (1320) och i Nicola Signorilis Catalogo delle Chiese di Roma från 1425.
År 1575 hävde påve Gregorius XIII kyrkans församlingsrätt och överlät kyrkan åt Preti della Dottrina Cristiana, vilka särskilt ägnar sig åt katekesundervisning. Dessa präster fick efter kyrkan namnet Agatisti. Under medeltiden hade det i Rom grundats en rad små församlingar. Nackdelen med detta var att en församling kunde bli avfolkad och få ont om medel, vilket i sin tur ledde till att man inte hade möjlighet att underhålla kyrkobyggnaden. Under århundradena efter år 1200 reducerades antalet församlingskyrkor genom att de antingen stängdes eller kom att nyttjas för andra ändamål.
Arkitekten Giacomo Onorato Recalcati fick 1710 i uppdrag att bygga om kyrkan och rita en ny fasad. Domenico Guidi utförde interiörens stuckaturer. En restaurering företogs under påve Pius VII 1816.
År 1911 förlänades Sant'Agata åt Arciconfraternita del Santissimo Sacramento e di Maria Santissima del Carmine, som tidigare hade huserat i Oratorio della Beata Vergine del Carmine. Detta sällskap verkar för att främja Mariafromheten och har gjort Sant'Agata-kyrkan till Mariafromhetens centrum i Trastevere.

## Kyrkans exteriör
Piazzan framför kyrkan var tidigare betydligt mindre än i dag. Vid gatuanläggningsarbeten 1889 revs ett helt kvarter och detta öppnade upp piazzan mot Viale Trastevere.
Kyrkans fasad har en bred nedervåning med tre axlar, medan den övre våningen är betydligt smalare. Över ingångsporten sitter en platta med dedikationsinskriptionen:
Denna inskrift kröns av ett pentagonalt "förhängespediment".
Fasaden företer i stort flera tydliga barockdrag som till exempel den starkt profilerade och förkroppade gördelgesimsen, de brutna pedimenten samt det krönande triangelpedimentet. Fasaden har genomgående pilastrar och pilasterknippen, vilket förlänar den en viss atektonik. Arkitekten Giacomo Onorato Recalcati låter sig även inspireras av det borrominiska formspråket; detta gäller övervåningens ofullbordade pilasterkapitäl. Kapitälens övre del påminner om det joniska kapitälets utformning, medan dess nedre del visar på Recalcatis personliga design. Nedervåningens sidoaxlar är dekorerade med profilerade paneler. På ömse sidor av det fasadkrönande pedimentet har arkitekten anbringat vågformade pedimentfragment, vilket utgör ett ytterst ovanligt element i den romerska kyrkoarkitekturen. Frisen har inskriptionen IN HONOREM S. AGATHAE V. ET MA. MDCCX.
Övervåningens ovala fönster flankeras av änglavingar; även här förmärks influenser från Borromini.

## Kyrkans interiör
Kyrkan har en rektangulär enskeppig grundplan med tre sidokapell på var sida. Takvalvets fresk är utförd av Girolamo Troppa och framställer Den heliga Agatas förhärligande. Över ingången har Troppa utfört fresken Jesus på Olivberget, som med tiden har blivit fuktskadad.

### Högkoret
Högaltaret i giallo antico- och rosso antico-marmor har Biagio Puccinis målning Den heliga Agatas martyrium. Tabernaklet har formen av ett litet rundtempel.

### Höger sida
Första kapellets altarmålning framställer ärkeängeln Mikael. I det tredje finns en målning som visar Rosenkransmadonnan med de heliga Dominikus och Katarina, vilken tillskrivs Biagio Puccini.

### Vänster sida
Första kapellet har som altarmålning Jungfru Maria uppenbarar sig för den helige påven Gregorius II. I det andra finns målningen Jungfru Maria uppenbarar sig för den helige Antonius av Padua, med de heliga Lucia, Rita av Cascia och en helig eremit. Det tredje kapellet har Puccinis Korsfästelsen med de heliga Jungfru Maria, Johannes och Maria Magdalena.
I sakristian kan man beskåda ett träkrucifix samt målningen Madonna del Carmine. I kyrkan fanns tidigare elva pannåer med scener ur den helige Benedikts liv, utförda av en av Giottos medarbetare. Dessa konstverk har flyttats till Pinacoteca Vaticana.
I cortilen bakom kyrkan återfinns murrester från 400-talet, vilka har tillhört en privatbostad eller ett kloster.

## Madonna della Fiumarola

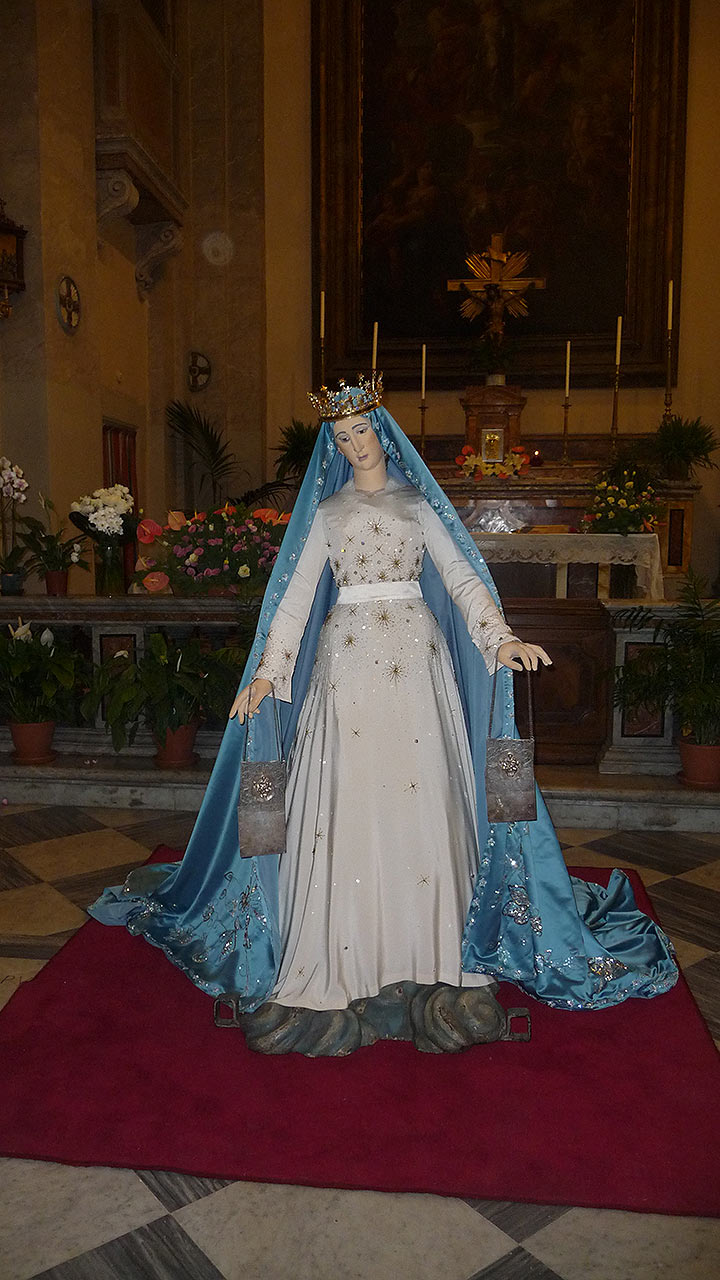
Madonna della Fiumarola.

Till vänster framme i kyrkorummet står den polykroma träskulpturen Madonna della Fiumarola, även kallad Madonna del Carmine, Vår Fru av berget Karmel, som är Trasteveres skyddspatron. Skulpturen står under en förgylld baldakin, dekorerad med putti. Årligen bärs denna skulptur lördagen efter den 16 juli, i samband med Festa de' Noantri, i procession från Sant'Agata genom Trasteveres gator till basilikan San Crisogono. Påföljande måndag bärs Mariaskulpturen tillbaka till Sant'Agata. Mariaskulpturen är vanligen iklädd karmelittertiarinnornas svarta klänning med vit mantel, bägge med dyrbar guldstickning, men skulpturen har även andra kostbara klänningar, vilka förvaras i Sant'Agata. Dessa klänningar utgör votivgåvor. Skulpturen har även en krona i guld och två i silver samt sjutton ringar. Inför processionen kläs skulpturen av kvinnliga augustineroblater från Conservatorio di San Pasquale Baylon.

## Bilder

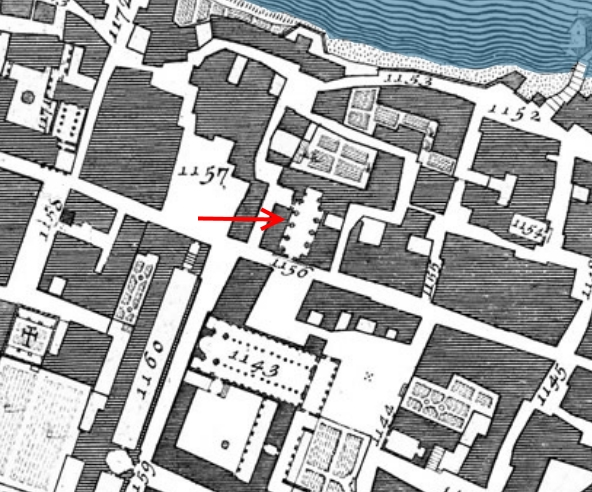
Sant'Agata in Trastevere (nummer 1156 vid den röda pilen) på Giovanni Battista Nollis Rom-karta från 1748. Övriga avbildade kyrkobyggnader: 1143) San Crisogono, 1144) Oratorio della Beata Vergine del Carmine, 1154) Santa Bonosa, 1159) San Gallicano och 1171) Sante Rufina e Seconda.
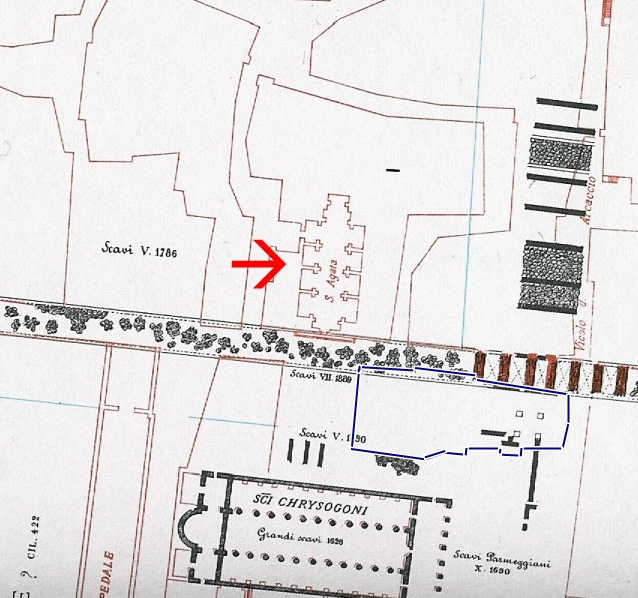
Sant'Agata in Trastevere (vid den röda pilen) på Rodolfo Lancianis Rom-karta från 1893–1901. Det med blått inringade kvarteret revs 1889 vid anläggandet av Viale del Re, dagens Viale Trastevere.
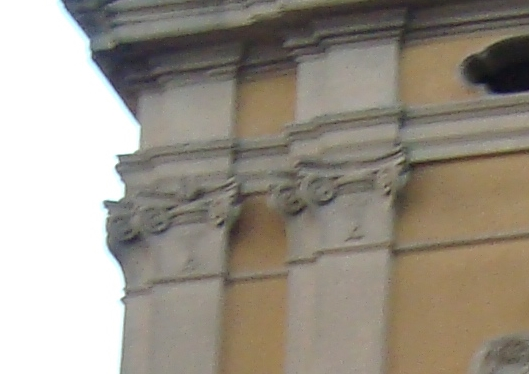
Pilasterkapitäl i fasaden till Sant'Agata in Trastevere.
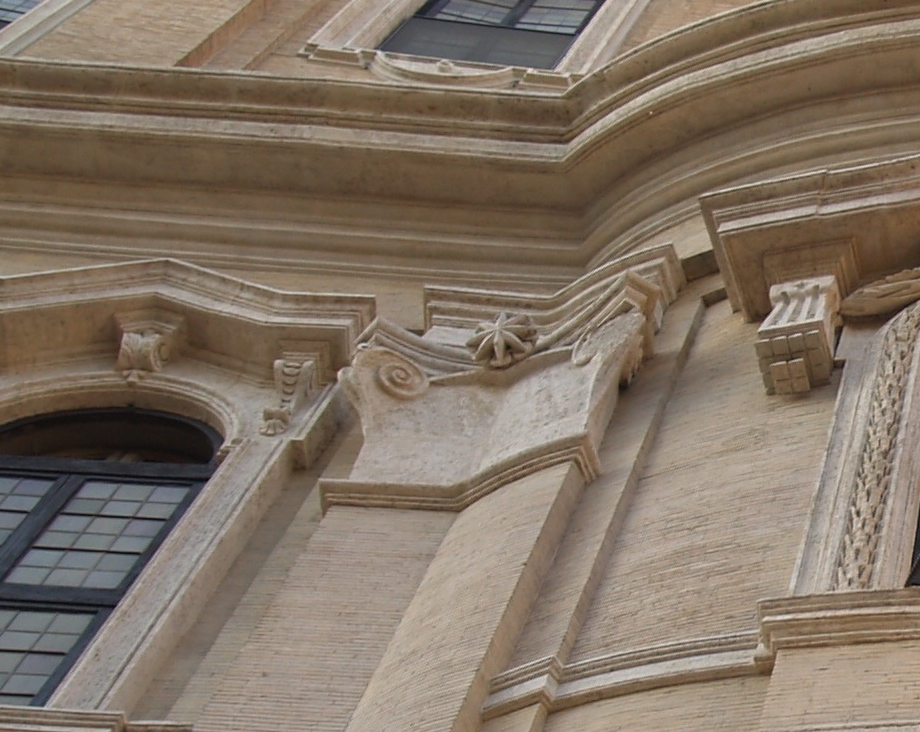
Pilasterkaipitäl i fasaden till Oratorio dei Filippini.
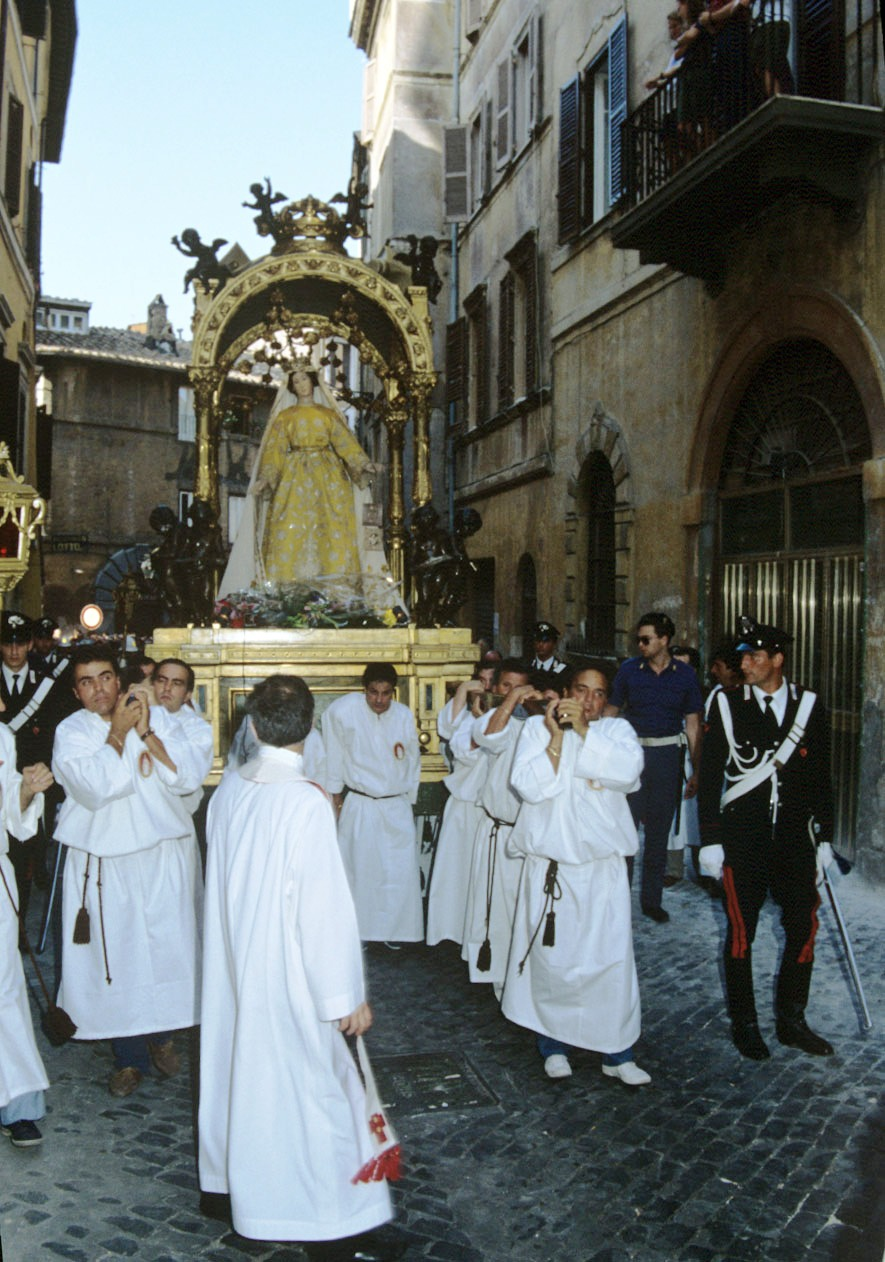
Madonna della Fiumarola bärs i procession.
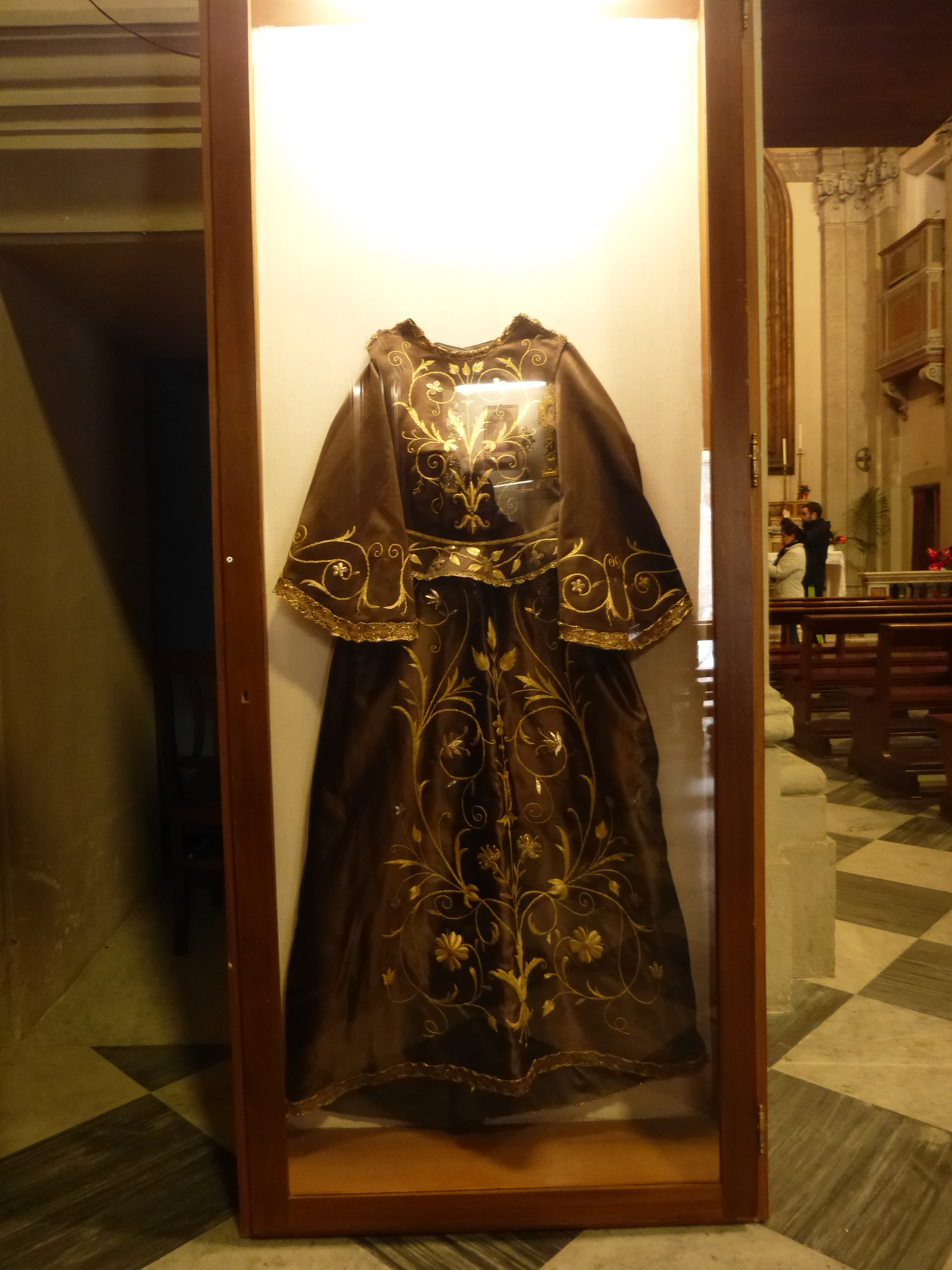
En av Madonna della Fiumarolas klänningar.